# Bìm cảnh
Bìm cảnh hay bìm đẹp (danh pháp: Ipomoea cairica) là một loài thực vật có hoa trong họ Bìm bìm. Loài này được (L.) Sweet mô tả khoa học đầu tiên năm 1826.

## Hình ảnh

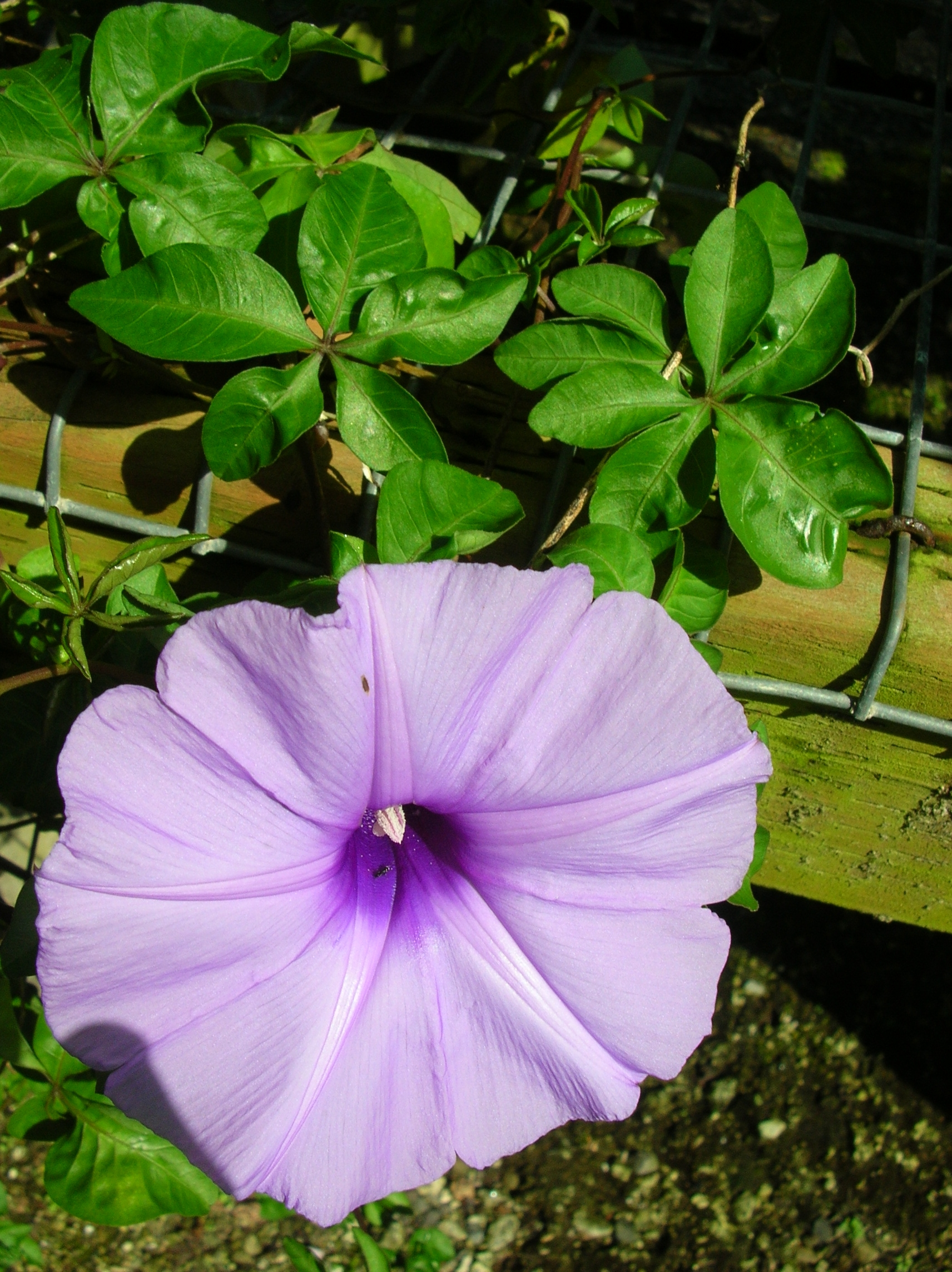
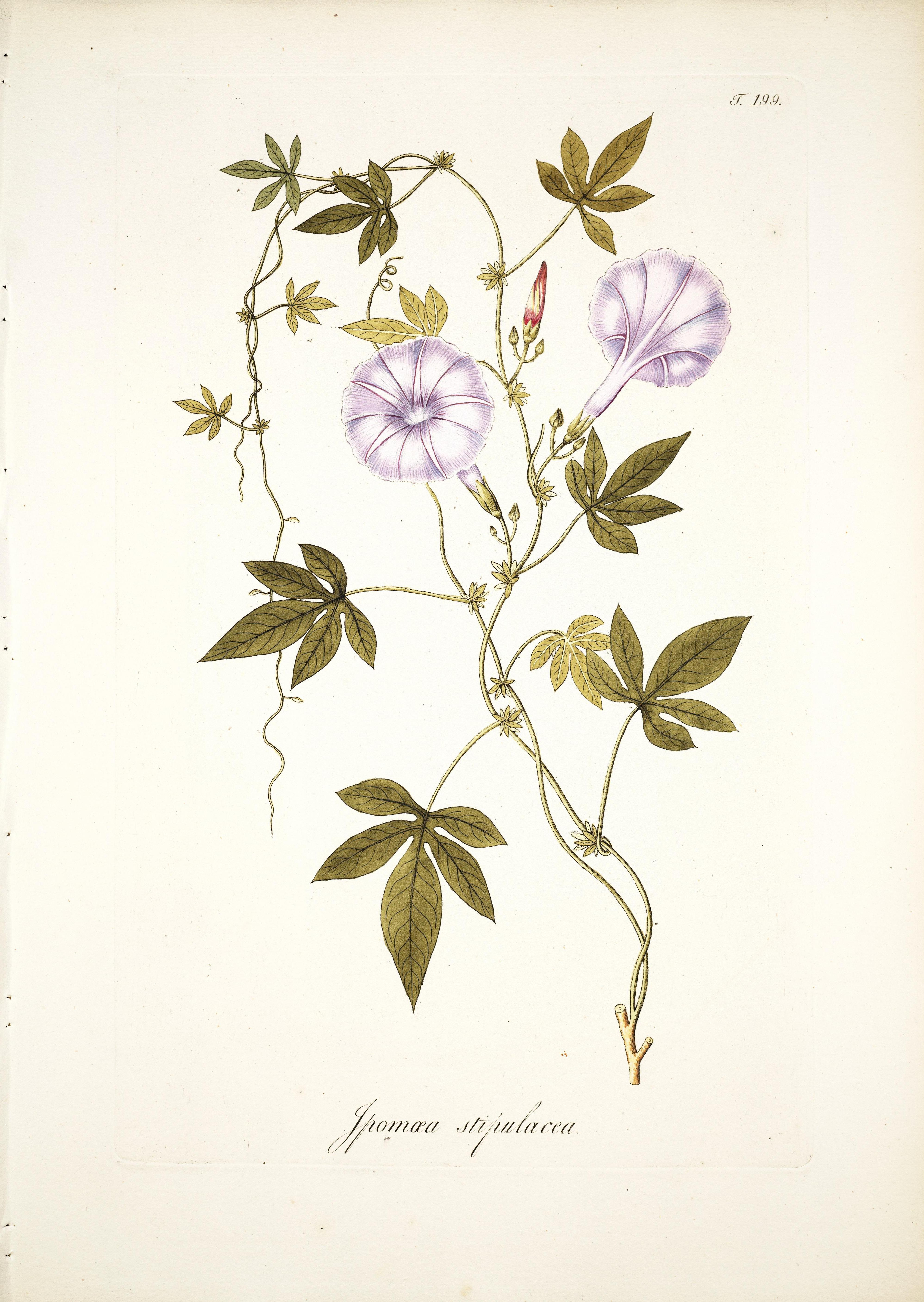
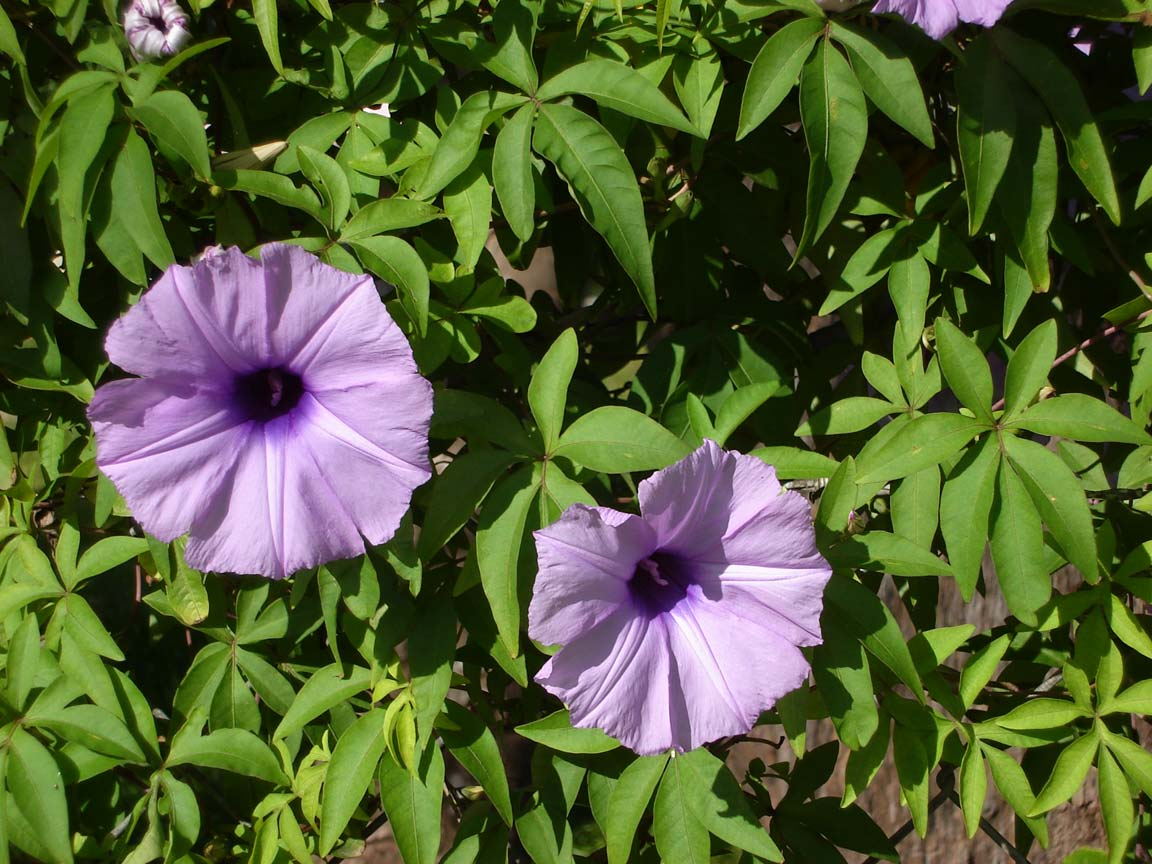
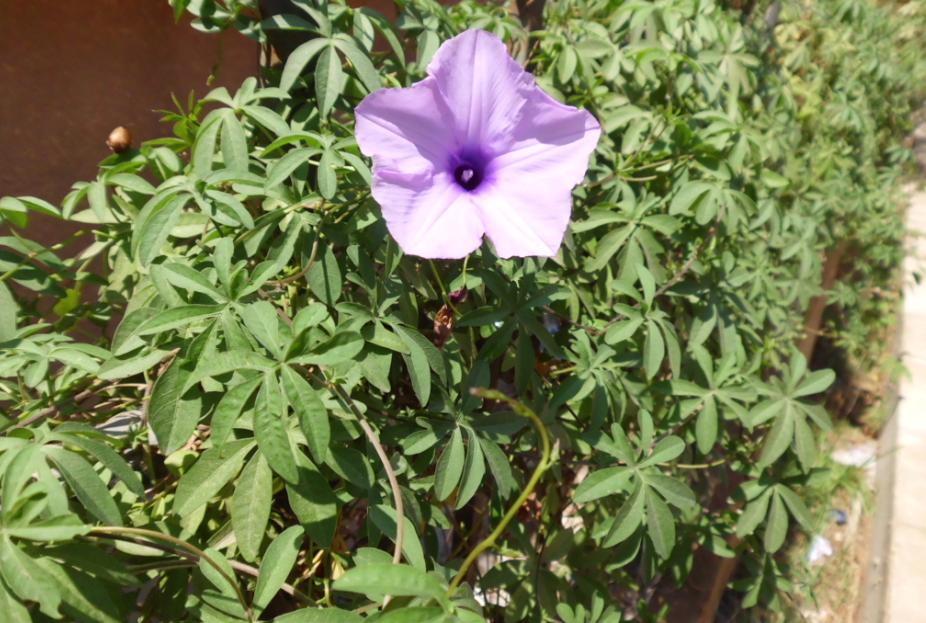
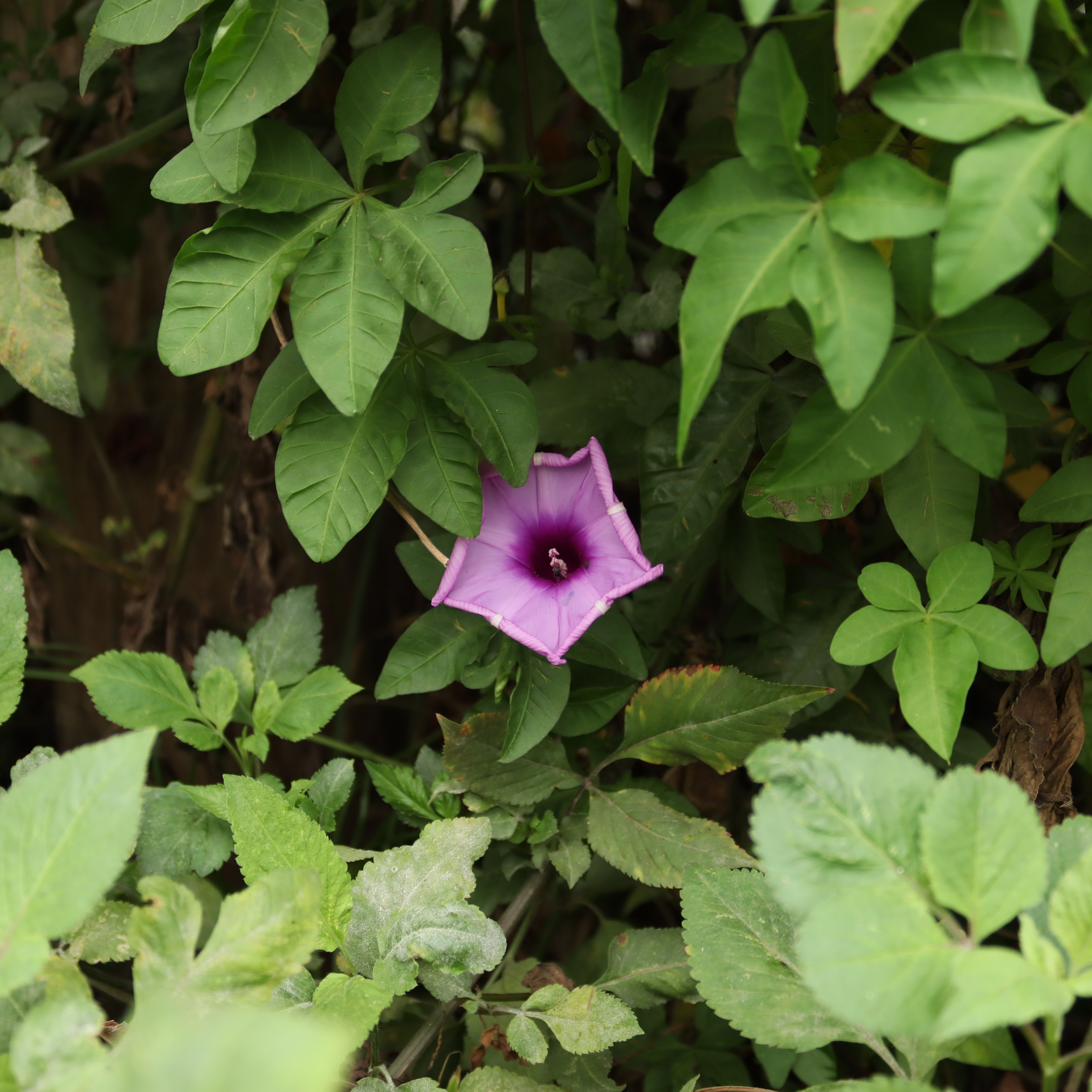
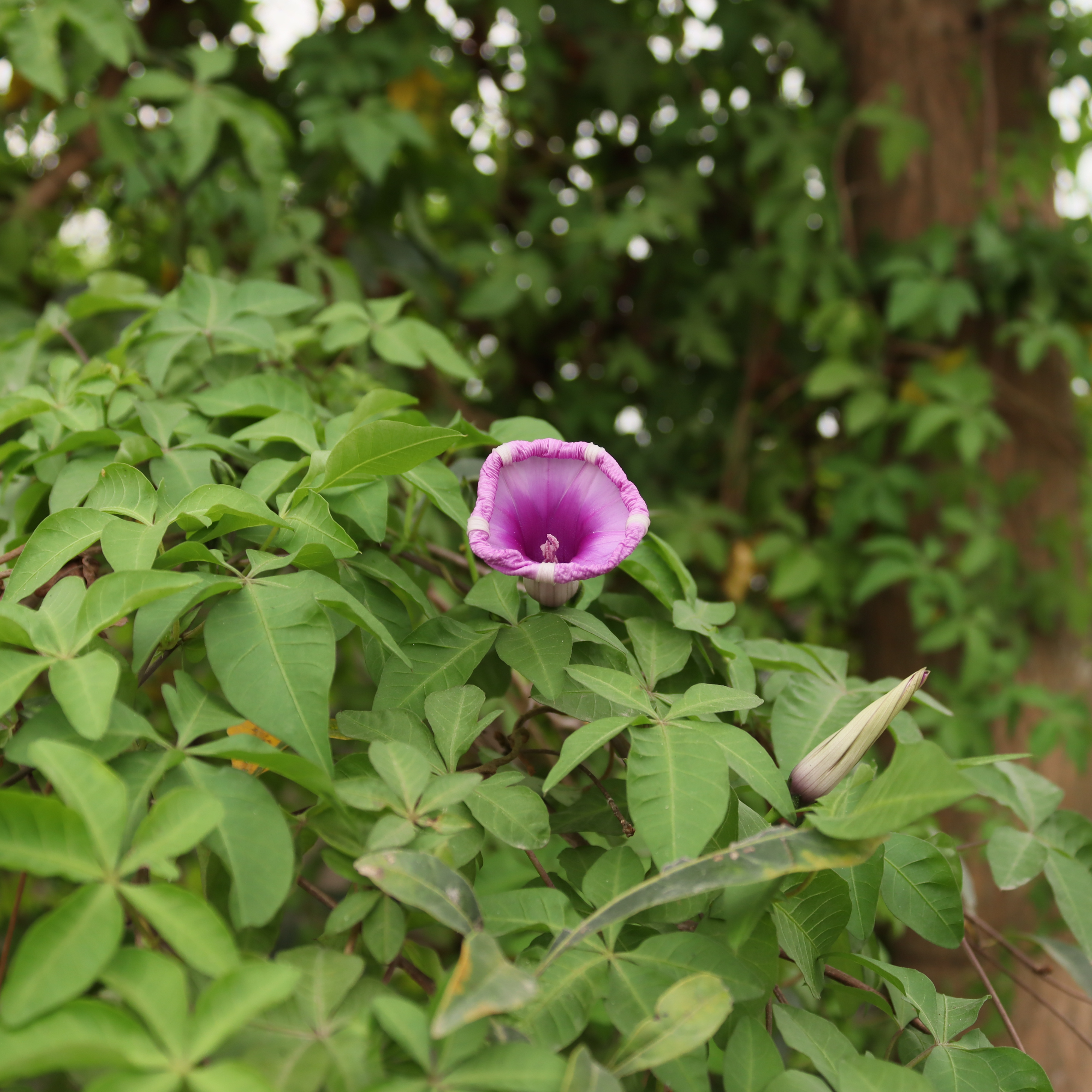
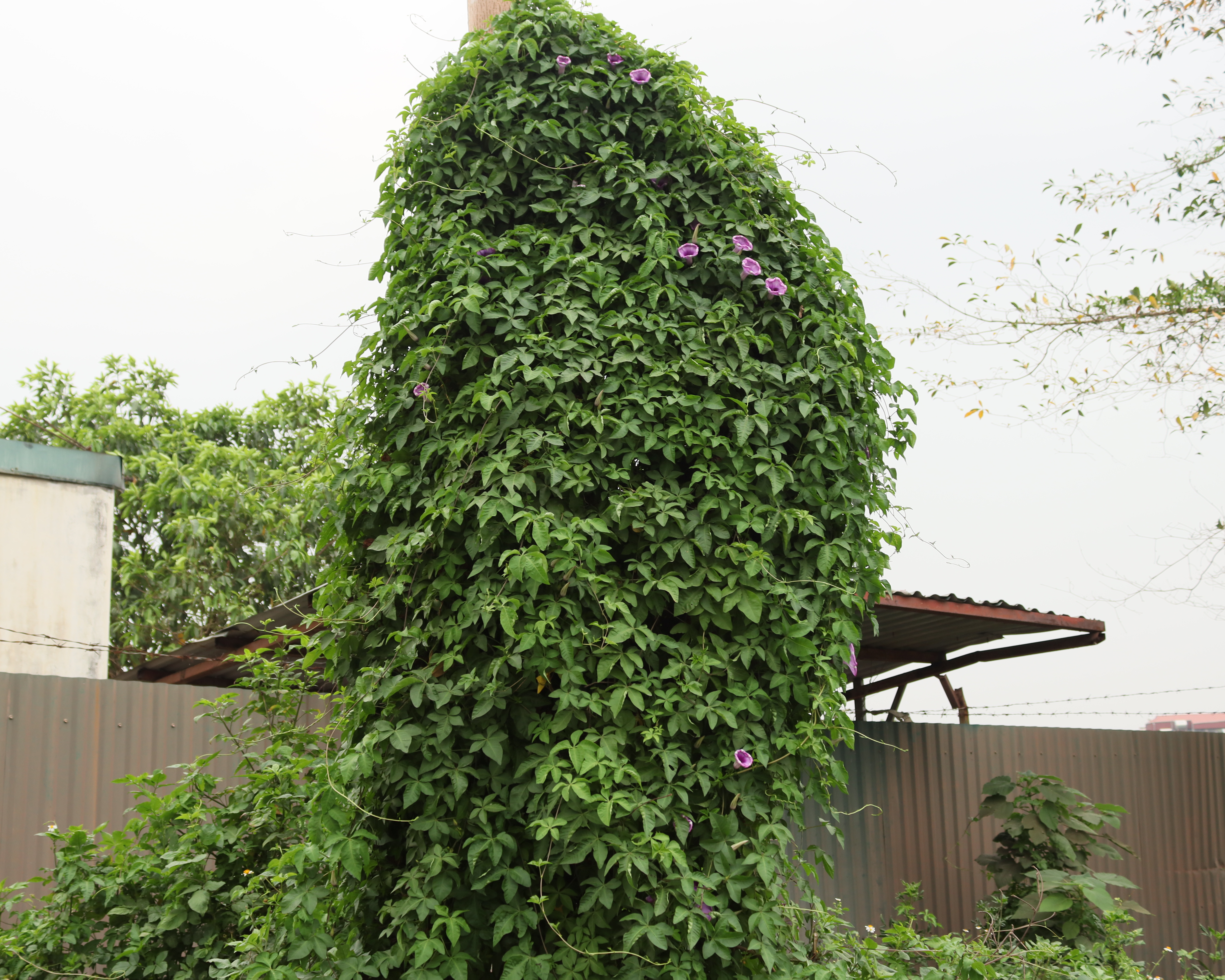